# Raffaele Cutolo (paroliere)
Raffaele Cutolo (Napoli, 25 luglio 1910 – Roma, 16 aprile 1985) è stato un drammaturgo e paroliere italiano. 
È entrato nella storia della musica leggera internazionale come autore di Dove sta Zazà?, scritta del 1944 e musicata da Giuseppe Cioffi, che ebbe immediato successo e divenne rapidamente famosa in tutto il mondo. Come autore di teatro, dopo una carriera iniziale in cui ha scritto sketch per Tina Pica, Nino Taranto, Totò, Renato Rascel, Aldo Fabrizi, Erminio Macario e i fratelli De Rege, ha ottenuto alcuni successi nel teatro leggero.

## Biografia

### Le origini
Nato il 25 luglio 1910 nel popolare rione del Mercato, in vicolo Masaniello 10 (ma registrato, come avveniva spesso all'epoca, per nascondere il ritardo nella dichiarazione, come nato il 5 agosto), Raffaele Cutolo, comincia giovanissimo a occuparsi di spettacolo. Quando, a 15 anni, perde il braccio destro in una macchina operatrice delle Manifatture Cotoniere, dove lavora in realtà come impiegato, la sua prima preoccupazione al risveglio in ospedale è di chiedere subito carta e penna per provare a scrivere con la sinistra.

### Gli sketch
Iscritto alla SIAE a soli 18 anni, nel 1928 (sarà successivamente riconosciuto «socio di primo elenco»), a 20 anni apre un'agenzia musicale con scuola di canto, ma presto è costretto a chiudere i battenti perché il socio esagera nelle avances con le giovani aspiranti. Tenta allora la via di Milano, dove condivide con l'amico scrittore Guglielmo Peirce l'ospitalità dell'«Albergo popolare». Al rientro a Napoli comincia a scrivere, a 5 lire l'uno, sketch per Tina Pica e per l'amico d'infanzia Nino Taranto, che stava muovendo anche lui i primi passi nel mondo dello spettacolo.
Il successo ottenuto con questi primi lavori gli apre le porte degli attori più quotati dell'epoca, da Totò (è sua la canzone-macchietta Margherita, nel film L'allegro fantasma) a Renato Rascel (sono di Cutolo le prime scenette paradossali che l'attore approfondì successivamente con altri autori), da Aldo Fabrizi a Erminio Macario e ai fratelli De Rege.

### Il teatro leggero
Dagli sketch al teatro leggero il passo era breve e, dopo alcuni tentativi, alla vigilia della seconda guerra mondiale, trasferitosi definitivamente a Roma, Cutolo ottiene una serie di importanti successi: Scampoli (1944, con Enzo Turco e Nino Taranto), Ma pensiamo un po' a cantare (1945), È tornata la luce in città (1945), Com'era verde la nostra valle (1946, con Alfredo Polacci, Nino Taranto e Gigi Pisano), Ma il sole è nostro (1947), Quando spunta la luna in Italy (1948), Settimana in tram (1951). 

### Le canzoni
La produzione di canzoni di Raffaele Cutolo è parallela a quella per il teatro leggero. È del 1936 il primo successo, Fantasie d'e vase per la musica Ernesto Tagliaferri, seguita da altri pezzi con musicisti della mitica «Bottega dei Quattro» di Libero Bovio: Maria Teresa con Nicola Valente, L'ammore s'è affacciato e Dammi la mela con Gaetano Lama. Gli anni Cinquanta segnano il suo definitivo ritorno alla musica leggera con musicisti come Cesare Andrea Bixio, Antonio Vian, Dan Caslar e soprattutto Mario Ruccione, con il quale partecipa al Festival di Sanremo 1958 come autore de La canzone che piace a te, interpretata in abbinamento da Claudio Villa e Duo Fasano. L'anno successivo segna la sua prima partecipazione al Festival di Napoli, con Napulione 'e Napule (musica di Giuseppe Fanciulli). La seconda è del 1961 con Cunfessore (musica di Enzo Di Paola e Sandro Taccani), la terza del 1968 con Meno 10, meno 5, meno 4, meno 3 (musica di Giacomo Rondinella), ispirata alla corsa allo spazio.

### Dove sta Zazà
Ma è Dove sta Zazà? il successo principale di Cutolo, il quale racconta di aver proposto a Giuseppe Cioffi di musicarla su una sua idea di base: l'onomatopea delle bande di ottoni, che rallegravano le «feste in piazza» dell'epoca: esplosioni alla buona di gioia popolare, celebrazioni pubbliche della felicità per la fine di cinque anni di dolore e di lutto portati dalla guerra. Il primo interprete fu Aldo Tarantino, ma il grande successo arrivò con l'interpretazione di Nino Taranto e Dove sta Zazà, tradotta in numerose lingue, fece il giro del mondo. Negli anni successivi furono numerosi i cantanti che vollero interpretare la canzone, tra gli altri: Roberto Murolo, Nilla Pizzi (in duetto con Tony Stella), Gigi Beccaria, Claudio Villa e Gabriella Ferri, che nel 1972 la rilanciò attraverso una trasmissione televisiva che ne prese il titolo. 
L'autore ha, tuttavia, sempre minimizzato l'importanza della sua canzone, sia ritenendo quello della musica leggera un genere «minore» rispetto alla sua produzione teatrale, sia per un atteggiamento di ritrosia di fronte al clamoroso successo internazionale, al punto di definirla - in un'intervista radiofonica con Corrado Mantoni, peraltro condotta sul filo dell'ironia - «una canzoncina cretina come tutte le altre».